# 챔피언

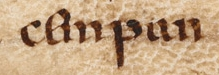
고대 앵글로색슨족의 표기에서 "cempa" 또는 "cempan"은 전사를 의미하였다.

챔피언(champion, 라틴어 낱말: campio, 문화어: 선수권보유자)은 대회나 경쟁에서 우승한 사람이나 단체를 말한다. 스포츠에서는 보통 몇 차례의 경기로 이루어진 선수권 대회를 통해 챔피언을 결정한다.